# Calepina irregularis
Calepina irregularis – gatunek z rodziny kapustowatych (Brassicaceae). Reprezentuje monotypowy rodzaj Calepina. Występuje w basenie Morza Śródziemnego oraz w Azji południowo-zachodniej po Iran na wschodzie. Jako gatunek introdukowany rozprzestrzenia się w Europie Zachodniej (sięga do Wielkiej Brytanii na północy i Niemiec na wschodzie) oraz w Ameryce Północnej

## Morfologia
PokrójNaga roślina zielna (jednoroczna, rzadziej dwuletnia). Pędy podnoszące się lub prosto wzniesione, z nasady wyrasta zwykle kilka łodyg nierozgałezionych lub rozgałęzionych w górnej części.
LiścieOdziomkowe ogonkowe, skupione w rozetę przyziemną o blaszce ząbkowanej do lirowato pierzasto klapowanej. Liście łodygowe siedzące, z nasadą uszkowatą lub strzałkowatą, ząbkowane lub całobrzegie.
KwiatyZebrane w grona wyraźnie wydłużające się w czasie owocowania. Szypułki kwiatowe osiągają 5–10 mm długości. Działki kielicha mają do 2 mm długości, są wzniesione lub rozpostarte. Płatki korony są nieco tylko dłuższe od działek (mają do 3 mm długości) i są nierówne (jedna para jest dłuższa od drugiej), są białe, rzadko lekko zaróżowione lub fioletowe. Pręcików jest 6, czterosilnych o podługowatych pylnikach. Zalążnia jest górna, z silnie zredukowaną szyjką słupka, na szczycie z całobrzegim znamieniem.
OwoceŁuszczynki elipsoidalne do gruszkowatych, zaokrąglone, wzniesione ku górze lub nieco odstające. Osiągają długość do 3,5 mm, szerokość do 3 mm. Nasiona są brązowe, długości 1,3–1,6 mm.

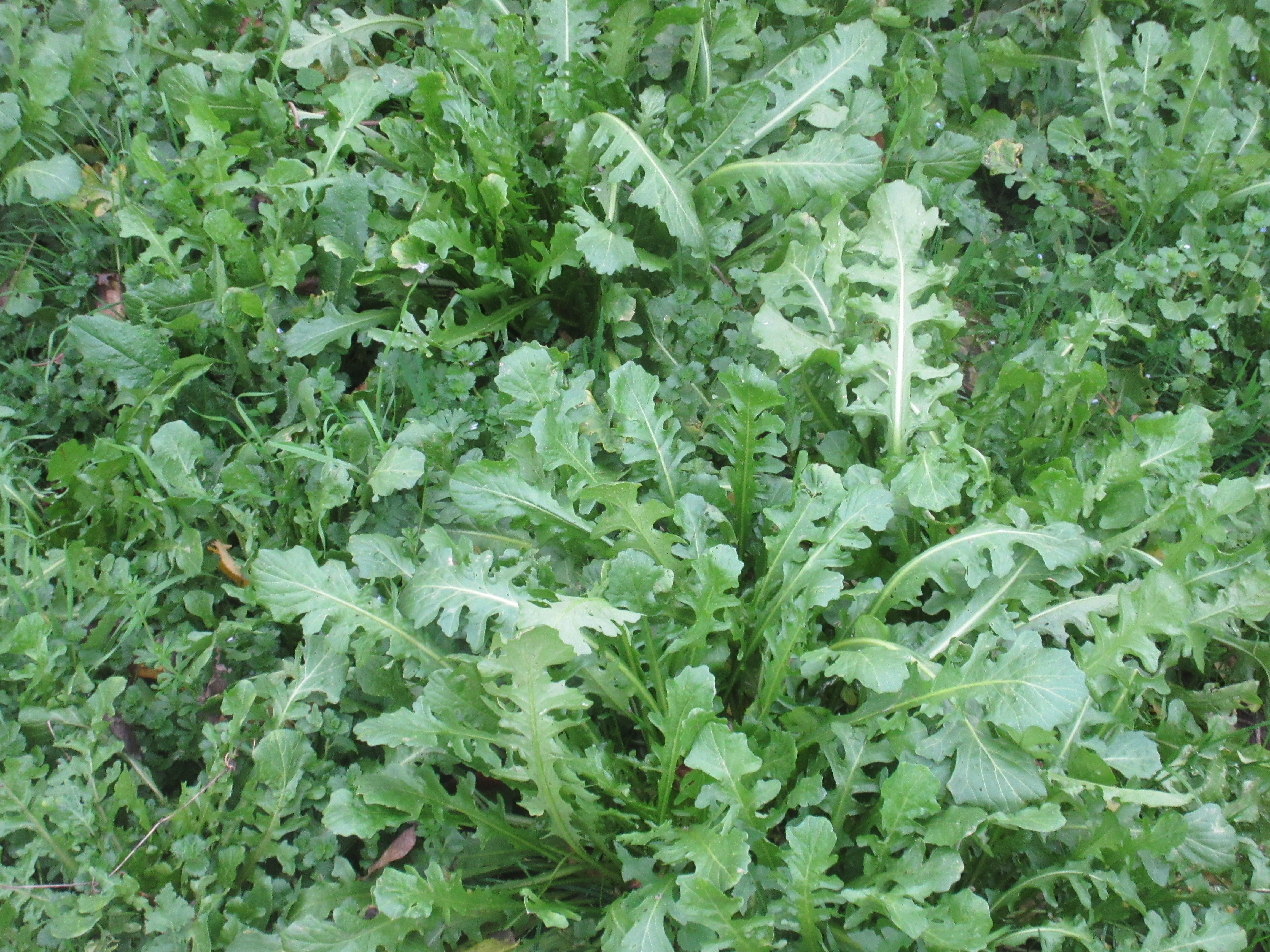
Liście odziomkowe
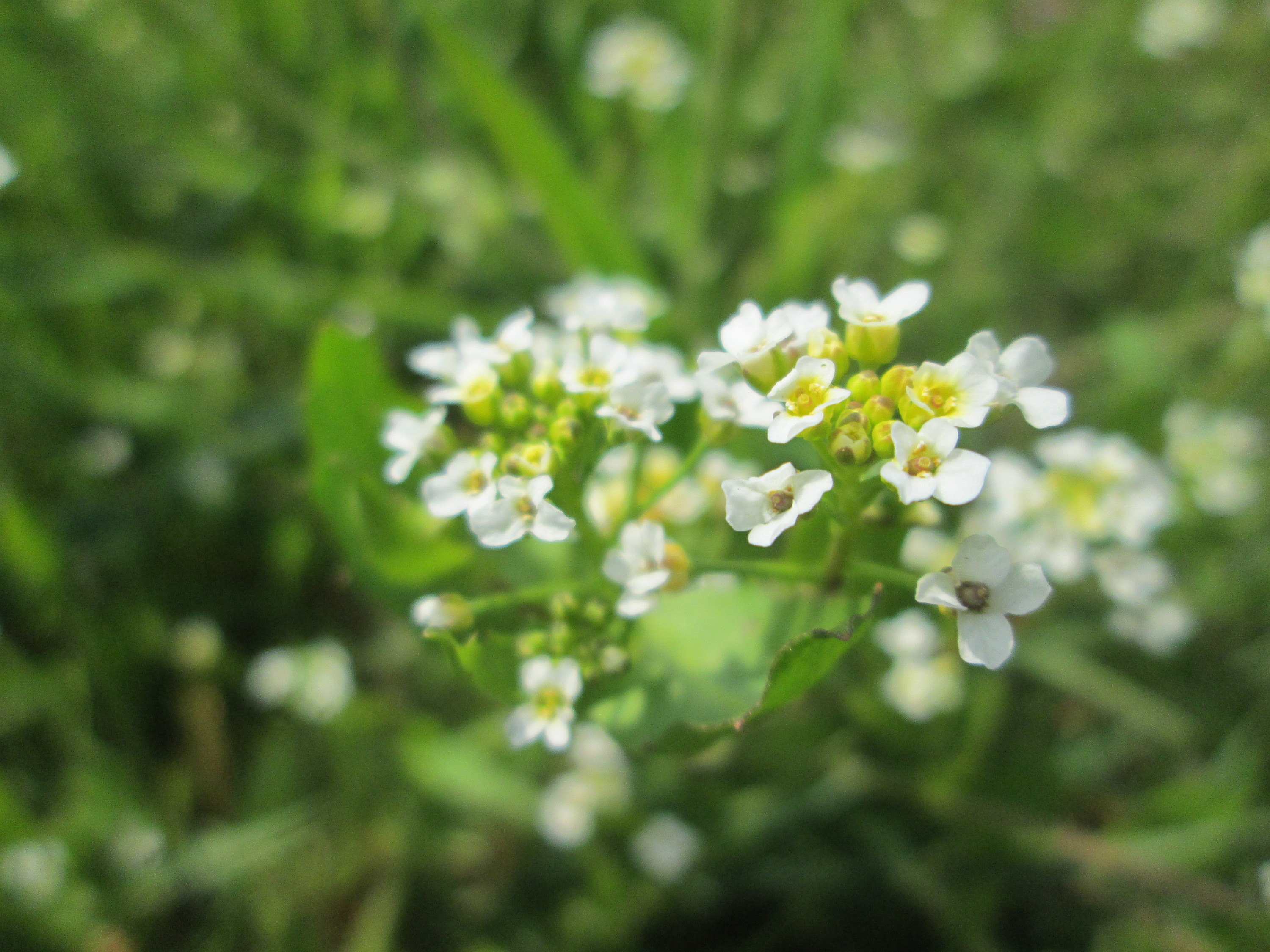
Kwiaty
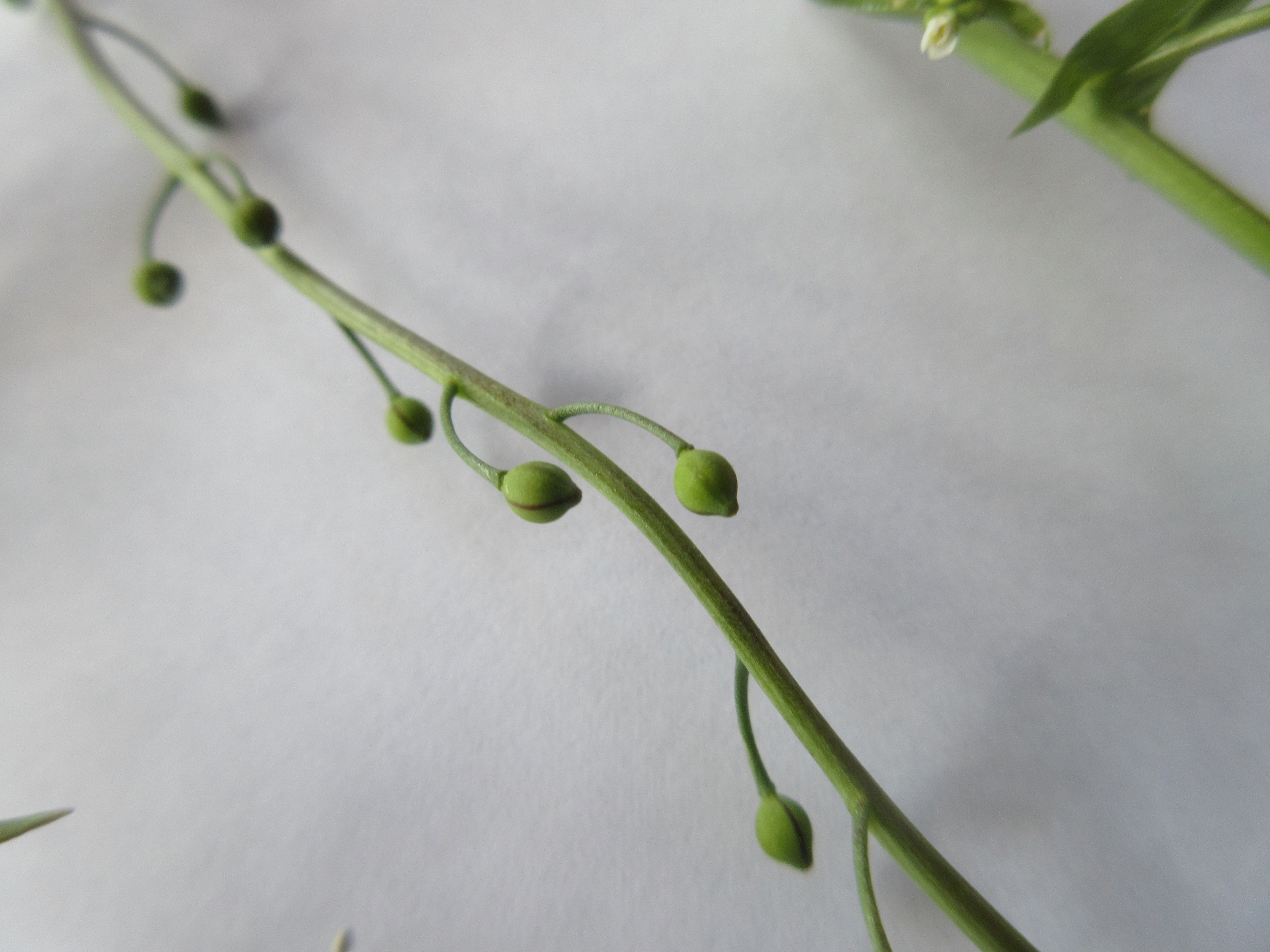
Łuszczynki

## Systematyka
Pozycja systematyczna
Gatunek i rodzaj z rodziny kapustowatych (Brassicaceae), w jej obrębie należą do plemienia Calepineae.